# سنترانرگو
سنترانرگو (اوکراینی: «Центренерго») شرکت دولتی برق اوکراینی است، که در سال ۱۹۹۷ تأسیس شد.